# Yaiza Esteve
Yaiza Pérez Esteve (Madrid, 22 de febrero de 1994) es una actriz y cantante española, principalmente conocida por su papel de Sheila (la protagonista principal) en la serie de televisión Mis adorables vecinos.
Bajo el seudónimo de Sheila, publicó un álbum musical y un sencillo que fue número 1 en España durante cuatro semanas.

## Biografía
Nació en Madrid, hija de Carlos Bofil y Roxana Esteve, ambos actores. La relación con las artes le viene tanto por la línea paterna, como por sus abuelos, cantantes de ópera. Desde muy temprana edad participó en gran cantidad de proyectos teatrales, cinematográficos y televisivos, pero su salto a la fama fue por medio de la serie de Antena 3, Mis adorables vecinos en la que encarnaba a Sheila María Sánchez Mingo, una niña de origen humilde que salta a la fama al ganar un concurso de televisión con sus dotes de cantante.
Con esta serie también lanzó su carrera como cantante, publicando un sencillo, un álbum y dos videoclips.
En 2006 en la película Bosque de sombras interpreta a Nerea, una niña casi salvaje que se encuentra encerrada en un caserío de Guipúzcoa.
Ahora se encuentra apartada del mundo del espectáculo, y esta estudiando la carrera de ADE.

## Carrera
Yaiza Esteve, pese a su corta edad, ha participado en diversas producciones de cine, teatro y televisión. Un pequeño resumen de su trayectoria

### Teatro
- El libro de la selva[7]
- Una del oeste
- Blancanieves y los siete bajitos
- Aventuras en el Jurásico[1]

### Largometrajes
- Proyecto Dos (2007)
- Bosque de sombras, de Koldo Serra (2006)
- Sólo mía, de Javier Balaguer (2001)

### Cortometrajes
- Barro
- Corre, Adrián[7]

### Series de televisión
- Hospital Central
- Géminis
- Paraíso
- Un lugar en el mundo
- Mis adorables vecinos

## Discografía
Cuando actuaba en Mis adorables vecinos, Yaiza sacó un disco como Sheila, el personaje que interpretaba en la serie. El disco se llamó también Mis adorables vecinos y fue un éxito.

### Álbumes
| Año  | Título                | Pos. |
| Año  | Título                | ESP  |
| ---- | --------------------- | ---- |
| 2004 | Mis adorables vecinos | 82   |

### Sencillos
| Año  | Título                  | Pos. |
| Año  | Título                  | ESP  |
| ---- | ----------------------- | ---- |
| 2004 | «Mis adorables vecinos» | 1    |